# 如角乡
如角乡（藏語：རུ་ཀྱོག་），是中华人民共和国西藏自治区日喀则市萨嘎县下辖的一个乡镇级行政单位。

## 行政区划
如角乡下辖以下地区：
嘎琼村、贡热村、卡库村和察让村。